# Хрисант I Константинополски
Вижте пояснителната страница за други личности с името Хрисант.
Хрисант I (на гръцки: Χρύσανθος, Хрисантос) е православен духовник, вселенски патриарх в Цариград от 1824 до 1826 година.

## Биография
Хрисант е роден на 25 февруари 1768 година в българското воденско село Долно Граматиково, днес Като Граматико, Гърция. Изследователят на Вселенската патриаршия, патриаршеският хартофилакс Мануил Гедеон пише за Хрисант: „българин по произход, Хрисант се родил в Граматиково, в Македония“. Учи в гръцко училище във Воден. Заминава за Кожани, където учи при Амфилохиас Параскевас, а по-късно в Негуш философия и математика при известния учител Анастасиос Камбитис и накрая при солунския учен Йонас Спармиотис.
На 5 февруари 1799 година е ръкоположен за берски, като остава на катедрата до 1811 година. По време на владичеството си в Бер развива дейност за развитието на образованието в епархията си. Също така е член на Светия синод в Цариград. В 1806 година редактира и издава в Цариград второто издание на житието на Свети Антоний Нови Берски.
От 13 юли 1811 година серски митрополит. Член е на Филики Етерия и подкрепя Гръцкото въстание. На 9 септември 1824 година е избран за цариградски патриарх след свалянето на предшественика му Антим III Константинополски. Свален е от османските власти на 26 септември 1826 година.
Той е заточен в Кесария в Кападокия. През октомври 1829 година му е разрешено да се установи в Бурса. В 1830 година, след действията на патриарх Константий I Константинополски, той се завръща от изгнание и се установява на големия Принцов остров (Буюкада, Принкипос) или в частна къща, или в манастира „Христос Спасител“. Умира на 10 септември 1834 година. Погребан е в манастира „Христос Спасител“.
В 1997 година в Долно Граматиково е издигната статуя на Хрисант, а от 2000 година в негова чест в селото се провежда годишен фестивал Хрисантия.